# Thomas Lennard, 1. Earl of Sussex
Thomas Lennard, 1. Earl of Sussex (* 13. Mai 1654; † 11. November 1715) war ein englisch-britischer Adliger und Politiker.

## Leben
Er war der älteste Sohn des Francis Lennard, 14. Baron Dacre (1619–1662) und der Hon. Elisabeth Baying, Tochter des Paul Bayning, 1. Viscount Bayning. Er wurde am 13. Mai 1654 geboren und am 18. Mai 1654 in der St Paul’s Cathedral getauft. Seine Mutter wurde 1680 auf Lebenszeit zur Countess of Shepey erhoben. Er war noch minderjährig, als er beim Tod seines Vaters 1662 dessen Titel als 15. Baron Dacre nebst dem Familiensitz Dacre Castle und umfangreichen weiteren Ländereien in Cumberland erbte. Er studierte am Magdalen College der Universität Oxford, an der er am 23. Januar 1668 den Grad eines Master of Arts (MA) erlangte. Nach Erreichen der Volljährigkeit nahm er den mit seinem Baronstitel verbundenen Sitz im House of Lords ein.
Am 16. Mai 1674 heiratete er Lady Anne FitzRoy (geb. Palmer, 1661–1722), die uneheliche Tochter des Königs Karl II. und seiner Mätresse Barbara Villiers, 1. Duchess of Cleveland. Er wurde ein enger Vertrauter des Königs, der ihn am 5. Oktober 1674 zum Earl of Sussex erhob und unter dem er von 1680 bis 1685 das Hofamt eines Gentleman of the Bedchamber innehatte.
Er war ein eifriger Protestant und aktiver Unterstützer der Revolution von 1688, durch die der katholisch gewordene Bruder und Nachfolger Karls II., Jakob II., gestürzt und vertrieben wurde. Nach der Vertreibung Jakobs II. trennte seine katholische Ehefrau sich von ihm und folgte ihrem Onkel Jakob II. ins Exil.
Aus seiner Ehe mit Lady Anna FitzRoy hatte er vier Kinder:
- Lady Barbara Lennard (1676–1741) ⚭ Charles Skelton, Lieutenant-Général beim französischen Heer;
- Charles Lennard, Lord Dacre (1682–1684);
- Anne Lennard, 16. Baroness Dacre (1684–1755), ⚭ (1) 1716 Richard Barrett-Lennard, Gutsherr von Belhouse in Essex, ⚭ (2) 1718 Henry Roper, 8. Baron Teynham;
- Hon. Henry Lennard († jung).

Thomas Lennard starb am 11. November 1715. Da er keine männlichen Erben hinterließ, erlosch mit seinem Tod der Earlstitel, während die Baronie Dacre zwischen seinen beiden Töchtern in Abeyance fiel und schließlich beim Tod der Älteren 1741 zugunsten der Jüngeren wiederhergestellt wurde.